# 阮朝良
阮朝良為中國清朝武官官員，本籍福建。行伍出身的阮朝良於1822年（道光2年）奉旨接替陳化成，於台灣擔任澎湖水師協副將。而隸屬台灣鎮之下的此官職職等為正二品，是台灣清治時期的這階段，扼守台灣海峽的重要武將，並統帥兩標水營，數千名水師兵勇。